# 横田千之助
横田 千之助（よこた せんのすけ、1870年9月17日〈明治3年8月22日〉- 1925年〈大正14年〉2月4日）は、日本の政治家。栃木県足利市出身。法制局長官や司法大臣を歴任し、普通選挙の実現や貴族院改革に取り組む。通称「横千」（よこせん）。立憲政友会のニューリーダーとして期待されたが急逝した。

## 来歴・人物

### 生い立ち
下野国足利の織物商の次男として生まれる。実家が没落したため、織物商の丁稚奉公を経て上京し、東京法学院（現・中央大学）に通いながら新聞記者や星亨の書生を務める。1893年（明治26年）に代言人（今の弁護士）試験に合格して星の主宰する法律事務所に所属、1899年（明治32年）に独立した。翌年の立憲政友会の結党に星とともに参加、その頃より実業界にも進出して複数の企業の役員も務めた。

### 政界入り
1912年（明治45年）の第11回衆議院議員総選挙に故郷の栃木県から立候補して初当選、以後死去まで5期連続当選を重ねた。西園寺公望・原敬の両政友会総裁の信任が厚く、1916年（大正5年）には党幹事長に抜擢され党勢拡大に尽力し、原内閣成立後は法制局長官に任じられて床次竹二郎内務大臣とともに将来の原の後継者とみなされるようになった。ワシントン会議に随員として参加中に原が暗殺されると、直ちに帰国して高橋是清を新総裁に擁立して党内の混乱を鎮めた。横田はロシア革命や五・四運動における中国民衆の動きなどを見て、日本でも国内改革の必要性があると唱え、普通選挙制の導入や軍縮、軍閥を通じた中国への介入政策の修正を唱えた。その頃、キングメーカー西園寺公望は床次を野心家とみなしてこれを嫌い、横田を将来の政友会総裁・内閣総理大臣にする事を望むようになる。ところが、こうした動きに対して床次は横田に対して激しくライバル意識を燃やすようになる。横田は西園寺公望・岡崎邦輔・野田卯太郎らとかつて政友会を追われて元老山縣有朋の側近となっていた貴族院議員の田健治郎を政友会に復帰、入閣させることで原を失った穴を埋める内閣改造を計画した。これに自分たちの更迭を危惧した床次派の閣僚が反発、横田は自分が法制局長官を辞任して事態の収拾を図ろうとした。それでも床次派閣僚は今度は高橋に批判の矛先を向けて高橋内閣は分裂し、内閣は倒れてしまう。これに対して党総務委員に転じた横田は党全体の利益に対するとして床次以外の床次派幹部6人を除名処分とした。
以後、高橋を総裁として支えていく横田と総裁就任を目指す床次の確執は続き、清浦内閣に対して当初は床次の意向により支持の姿勢を示したものの、第2次護憲運動が起きると横田はこれを支持して対立関係にあった憲政会や革新倶楽部と和解して護憲三派の結成に奔走した。だが、これに反発する床次とその支持者はついに政友会を離脱して政友本党を結成、政友会は分裂した。

### 急死
1924年の第15回衆議院議員総選挙で護憲三派が勝利して憲政会の加藤高明内閣が成立し、横田は司法大臣として入閣した。ところが政友会は分裂の煽りで第1党の座から滑り落ちたことや憲政会との長年の確執から護憲三派からの離脱を求める意見が出てくるようになる。横田は内閣を支える立場からこうした意見を抑えていたが、体調を悪化させていた。1925年1月31日、閣議の後、帰宅した横田は体調不良のため南胃腸病院院長の南大曹博士を呼んだ。横田は胃腸の持病があった。南博士の診断によればインフルエンザが併発し、発熱しているのだという。2月4日の朝には体温が38度に達し、危険が迫っていた。午後には危篤状態で、横田宅に既に駆けつけていた政友会幹事前田米蔵の連絡を受け、岡崎邦輔、政友会副総裁野田卯太郎、武藤金吉、小久保喜七、政友会幹事長岩崎勲、政友会総裁高橋是清、古島一雄、政友会前幹事長望月圭介、小泉策太郎ら政友会議員が詰めかけた。日ごろ健康であった横田は笑顔でこう言った。
「いや有り難うもう峠は越したから安心だ」
午後3時の横田はいよいよ命が危険な状態となる。心臓の鬱血から嘔吐を催し、たちまち大量の吐血をした。午後5時40分ごろ、南博士により人工呼吸がなされたが、1925年在任中のまま薨去。享年54。
盛大な見舞いに駆けつけた一人、岩崎勲によると、横田は1月25日から体調不良で欠席していたが1月31日は重要な閣議のため無理をして出席し、いい年をして日ごろ油っこい油揚げなど焼いて食べているから体に何らか毒だったのだろう、ということだ。
横田の死後、司法大臣職は高橋是清による4日間の臨時ポストを経て、過激社会運動取締法推進派の小川平吉に交代、治安維持法が制定された。政党政治という横田の理想は次第に軍部によって葬り去られることになる。
死の直前、高橋が総裁の辞意を表明したことから、当時陸軍大将の田中義一を総裁として迎える道筋をつけた。しかし横田は、元々1923年頃から田中の側近である西原亀三に政友会若手の森恪と親しくすることを依頼しており、互いを知った後で森が田中に会い、今度は西原に岡崎と会わせた上で同様に岡崎が田中と会うという手順を踏んで、ゆっくりと田中と政友会との結びつきを深めていったのである。横田の死後、西原は「いかにも横田らしい深謀遠慮、水も漏らさぬ手を打っていた」と語っている。横田の選挙地盤は森恪が引き継いだ。横田を星亨の後継者たらしめようと企み前田米蔵や森恪とともに政友会入りをした胎中楠右衛門は横田に代えて前田米蔵に仕えた。
鋭利な才能の持ち主であったが、若年の頃に苦労したために弱者に対しても気を配る几帳面な人物であり、政友会と対立する元老山縣有朋も横田の人格を高く評価していた。西園寺は原に続けて自らの政治的後継者とみなしていた横田を失ったことを深く悲しんだ。更にその悲しみが癒えない内に政友会が加藤内閣からの離脱を決めたことに激怒し、以後元老西園寺とかつて総裁を務めた政友会の関係に微妙な隙が生じることになった。墓所は青山霊園(1ロ3-9)

## 栄典
位階
- 1925年（大正14年）2月4日 - 従三位[5]

勲章等
| 受章年                   | 略綬 | 勲章名               | 備考         |
| ------------------------ | ---- | -------------------- | ------------ |
| 1921年（大正10年）7月1日 |      | 第一回国勢調査記念章 |              |
| 1925年（大正14年）2月4日 |      | 勲一等旭日大綬章     | （没後叙勲） |
| 1925年（大正14年）2月4日 |      | 帝都復興記念章       | （没後叙勲） |

## 家族
長男の横田郁は銀行家で、日本勧業銀行頭取、第一勧業銀行初代頭取、全国銀行協会連合会会長を務めた。

## 著書
- 『因襲打破論 : 附録因襲打破に関する議会の論戦』民衆仏教団、1923年